# Henryk Stawski
Henryk Tadeusz Stawski (ur. 21 października 1925 w Troyes, zm. 3 października 1998) – polski ekonomista, prawnik i polityk, poseł na Sejm PRL VI, VII i VIII kadencji, członek Rady Państwa (1983–1985).

## Życiorys
Absolwent prawa na Wydziale Prawa Uniwersytetu Poznańskiego (1951). Od 1956 był członkiem Stronnictwa Demokratycznego. Zasiadał w kierownictwie partii, w latach 1965–1989 w Centralnym Komitecie, w latach 1963–1980 był sekretarzem Wojewódzkiego Komitetu w Zielonej Górze, później był przewodniczącym Wojewódzkiego Komitetu.
Po II wojnie światowej pracował w Tymczasowym Zarządzie Państwowym w Zielonej Górze, następnie w instytucjach planowania terenowego, a w latach 1957–1963 dyrektor Izby Rzemieślniczej w Zielonej Górze. W latach 1972–1976 był wiceprzewodniczącym, a w latach 1980–1984 był przewodniczącym Wojewódzkiej Rady Narodowej w Zielonej Górze.
W latach 1972–1985 poseł na Sejm PRL VI, VII i VIII kadencji, w latach 1983–1985 członek Rady Państwa. W latach 1981–1985 wiceprzewodniczący Klubu Poselskiego Stronnictwa Demokratycznego. Od 1981 pełnił obowiązki prezesa Zarządu Głównego Towarzystwa Przyjaźni Polsko-Greckiej. W 1983 wybrany w skład Krajowej Rady Towarzystwa Przyjaźni Polsko-Radzieckiej.
Pochowany na Cmentarzu Komunalnym w Zielonej Górze.

## Odznaczenia
- Order Sztandaru Pracy II klasy
- Krzyż Oficerski Orderu Odrodzenia Polski
- Krzyż Kawalerski Orderu Odrodzenia Polski
- Złoty Krzyż Zasługi (1959)
- Medal 30-lecia Polski Ludowej[2]
- Medal 40-lecia Polski Ludowej